# Angelo Rotta
Angelo Rotta (Milan, 9 août 1872 – Cité du Vatican, 1er février 1965) est un archevêque catholique et un diplomate italien. Il est reconnu comme Juste parmi les nations par le mémorial de Yad Vashem en raison de son exceptionnel engagement dans le sauvetage de Juifs qu'il a soustraits à la Shoah.

## Début de carrière
Angelo Rotta est ordonné prêtre le 10 février 1895.
Entré au service de la diplomatie vaticane, où il reste longtemps en service, il est nommé à l'âge de cinquante ans internonce apostolique pour l'Amérique centrale (en) le 12 octobre 1922 avec le titre d'archevêque de Thèbes (de) et reçoit l'ordination épiscopale le 1er novembre 1922. Il exerce en Turquie comme vicaire apostolique à Constantinople de 1925 à 1930, puis il est envoyé dans les Balkans où il reste après qu'ait éclaté la Seconde Guerre mondiale.

## Son engagement au secours des Juifs
Comme membre du corps diplomatique du Vatican en Bulgarie, il se dévoue pour sauver les Juifs menacés d'extermination, en leur fournissant dans ce but de faux certificats de baptême, voire des passeports, qui permettent à des nombreuses personnes de se réfugier dans la Palestine alors sous mandat britannique.
Cette activité en faveur des Juifs lui vaut d'être promu nonce apostolique à Budapest en 1930, où, entre 1944 et 1945, il proteste solennellement, en tant que doyen du corps diplomatique, contre la déportation des Juifs, unissant ses efforts à ceux que déployaient avec les mêmes moyens et les mêmes objectifs le diplomate suédois Raoul Wallenberg et l'Italien Giorgio Perlasca ; ce dernier se faisait passer pour le substitut du consul à l'ambassade d'Espagne.
Pour sauver les Juifs de la persécution, Mgr Rotta prend plusieurs mesures exceptionnelles, par exemple en distribuant plus de 15 000 passeports de protection, qui plaçaient directement ceux qui les portaient sous la protection du Vatican, ou en fabriquant d'innombrables faux certificats de baptême qu'il envoyait dans les camps de concentration, ce qui permit à des centaines de détenus d'échapper aux travaux forcés. 

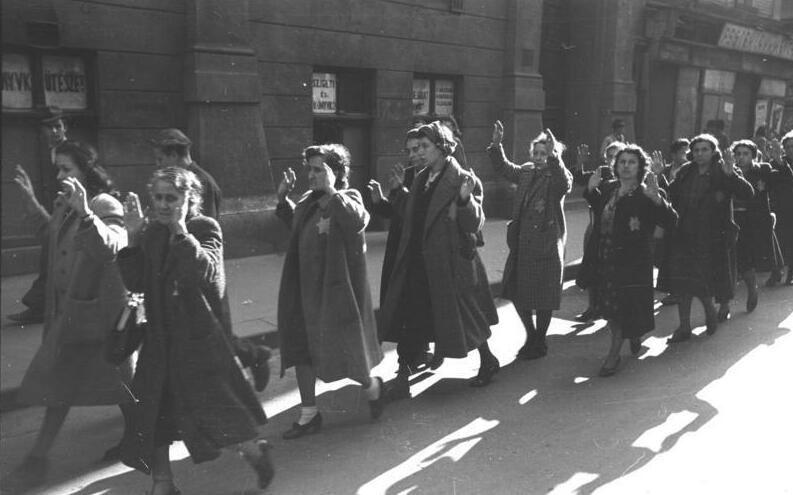
Budapest, octobre 1944 : arrestation de Juifs

D'une importance particulière est encore la création de tout un réseau de plusieurs « maisons protégées » jouissant de l'immunité ; elles ont constitué un refuge pour des centaines de Juifs recherchés et menacés de mort par les nazis, ces derniers étant sous la direction personnelle d'Adolf Eichmann et des membres du mouvement fasciste hongrois des Croix fléchées. 
Selon le témoin oculaire Rafael Maria Stern, un Juif hongrois qui fut déporté à Auschwitz et, plus tard, émigra en Israël, Angelo Rotta hébergea plusieurs personnes directement à la nonciature et, dans un cas, il fut responsable d'un geste héroïque : s’étant présenté lui-même à la gare, il s'interposa pour empêcher temporairement le départ vers les camps d'extermination d'un convoi de wagons plombés chargés des Juifs déportés. Distribués sur le lieu même, les passeports du Vatican qu'il avait emportés avec lui pour les prisonniers permirent la libération d'une centaine de passagers avant le départ du train.
Ayant abandonné la carrière diplomatique, Angelo Rotta travailla à la Curie romaine jusqu'à l’âge de 84 ans passés et se retira des activités publiques en 1957. Il mourut, nonagénaire, au Vatican, le 1er février 1965. À Budapest, sur l'édifice qui pendant la guerre abritait la nonciature apostolique, sur la place Dísz, une plaque commémorative rappelle le souvenir de son engagement humanitaire.
On peut rappeler aussi le rôle, semblable à celui d'Angelo Rotta, joué par les nonces apostoliques Giuseppe Burzio en Tchécoslovaquie (en) et Andrea Cassulo en Roumanie. Importante fut aussi la contribution d'Angelo Roncalli, futur pape Jean XXIII : nonce en Turquie (en), il se rendit plusieurs fois  en Europe de l’Est occupée par les nazis pour aider à sauver des Juifs.

## Succession apostolique
La succession apostolique est:
- Archevêque Giovanni Francesco Filippucci (ru) (1927)
- Évêque Vince Kovács (de) (1940)